# 曼海姆 (紐約州)
曼海姆（英語：Manheim）是一個位於美國紐約州赫基默縣的鎮。

## 人口
根據2020年美國人口普查的數據，曼海姆的面積為76.90平方千米，當中陸地面積為75.46平方千米，而水域面積為1.44平方千米。當地共有人口3082人，而人口密度為每平方千米40人。